# Chard
Chard – miasto w Wielkiej Brytanii, w Anglii w hrabstwie Somerset, w civil parish Chard Town. W 2011 civil parish liczyła 13074 mieszkańców. Jest najwyżej położonym miastem hrabstwa Somerset (121 metrów). Jest również najbardziej na południe wysuniętym miastem hrabstwa. Chard jest wspomniana w Domesday Book (1086) jako Cerdre.

## Prehistoria
Miasto powstało w IV wieku, kościół św. Marii Dziewicy wybudowano w XI w. i zrekonstruowano w wieku XV (zabytek kl. I). Miasto było główną siedzibą króla Cerdica – pierwszego władcy Wessexu. Badacze eposu Rycerze Króla Artura uważają, że Cedric był jego  wzorem, a także, że w pobliżu Chard był zlokalizowany zamek-miasto Camelot.

## Miasta partnerskie
- Helmstedt
- Morangis